# Взрыв на складе боеприпасов в Старом Крыму
Взрывы на складе боеприпасов на военном  полигоне вблизи города Старый Крым произошли в ночь на 19 июля 2023 года в период российского вторжения в Украину.
В результате взрывов  власти аннексированного Крыма объявили об эвакуации четырёх населённых пунктов Кировского района полуострова. По словам главы российской администрации Крыма Сергея Аксёнова, пострадавших в результате взрывов не было.

## Предыстория
Начиная с августа 2022 года на Крымском полуострове регулярно звучали взрывы. Российские власти Крыма, как правило, объясняли их «стрельбой по украинским беспилотникам», «работой ПВО», учениями российских военных. Однако в  то же время в августе 2022 года на военном аэродроме Саки произошла мощная серия взрывов; в октябре 2022 года на  Крымском мосту произошёл взрыв; в апреле 2023 года в Севастополе атакой дронов был вызван пожар на нефтехранилище.
17 июля 2023 года на Крымском мосту произошел второй взрыв, повредивший часть автомобильного пути моста и унесших жизни двух человек.
18 июля 2023 года российские власти заявили, что 28 дронов атаковали Крым, при этом, по их словам, все эти дроны были или сбиты ПВО, или подавлены системами РЭБ. Согласно заявлениям российских властей, пострадавших в ходе этого налёта дронов не было.

## Ход событий
В ночь на 19 июля 2023 года на военном полигоне в районе Старого Крыма вблизи села Кринички случился пожар, повлекший детонацию склада боеприпасов. По словам местных жителей, взрывы были слышны с 5:30 по местному времени. Причин пожара российские власти не называли.
Telegram-канал «Крымский ветер» писал что, по словам местных жителей, по складу боеприпасов было три попадания ракет или дронов. По данным интернет-сообщества «Крымский канал», полигон в Старом Крыму атаковали шесть беспилотников. Вместе с тем, в ряде российских телеграм-каналов звучали предположения, что удар был нанесён ракетами «Гром-2» или Storm Shadow.
СМИ отмечали, что атакованный полигон находился в тылу российской армии — от него до линии фронта было порядка 230 километров.
По данным издания Astra, на складе хранились гранаты, миномётные мины, стрелковое вооружение и артиллерийские снаряды. Украинский военный эксперт Владислав Селезнёв, ранее служивший в Крыму, в том числе на данном складе, заявлял, что во время его службы на нем хранились боеприпасы больших калибров: 122 и 152-мм. Детонация таких боеприпасов создает опасность разлёта осколков на несколько километров. Селезнёв отмечал, что потушить такой пожар крайне затруднительно из-за разлёта осколков от снарядов больших калибров и риска детонации новых боеприпасов.
Глава российской администрации Крыма Сергей Аксёнов объявил об эвакуации жителей четырёх поселков Кировского района: Приветное, Айвазовское, Абрикосовка и Кринички. Всего эвакуация должна была затронуть две тысячи человек. Была временно перекрыта трасса «Таврида», соединяющая Симферополь и Севастополь с территорией России через Крымский мост. Поток автотранспорта пустили по объездным дорожным путям.
19 июля спикер российского парламента Крыма Владимир Константинов заявил, что ситуация со взрывами на складе боеприпасов будет стабилизирована «за день-два».
Вместе с тем, в эту же ночь на 19 июля Россия нанесла массированный ракетный удар по Одессе.